# ۱۳۱۰ (قمری)
۱۳۱۰ (قمری)، هزار و سیصد و دهمین سال در گاهشماری هجری قمری است. اول محرم این سال برابر با بیست و ششم ژوئیه سال ۱۸۹۲ میلادی است.

## وابسته
- علی‌اصغر حکمت
- خدیجه افضل وزیری
- میرزا محمدرضا کلهر
- محمود شلتوت